# Remco Boere
Remco Ernest Jan Boere (Rotterdam, 29 ottobre 1961) è un allenatore di calcio ed ex calciatore olandese, di ruolo attaccante.

## Carriera

### Giocatore

#### Club
Boere giocò con la maglia dell'Excelsior, per poi passare al Roda. Successivamente, vestì le casacche di Vitesse, Cambuur e ADO Den Haag. Seguirono poi delle esperienze all'estero: in Belgio con il Gent, in Grecia con l'Iraklis e in Portogallo con il Gil Vicente. Tornato in patria, giocò per lo Zwolle e per l'Alcides.

### Allenatore
Terminata l'attività agonistica, allenò gli svedesi del Köping e i libici dell'Al-Ahly. Il 14 gennaio 2014 venne ingaggiato dai norvegesi dell'Hammerfest come nuovo allenatore. Il 13 novembre 2015 ha reso noto che avrebbe lasciato l'Hammerfest.